# Joseph Friedrich
Joseph Friedrich (ur. ok. 1861 w Braniewie, zm. 14 kwietnia 1910 w Berlinie) – niemiecki inżynier, pionier i kolonizator Afryki Wschodniej.

## Życiorys

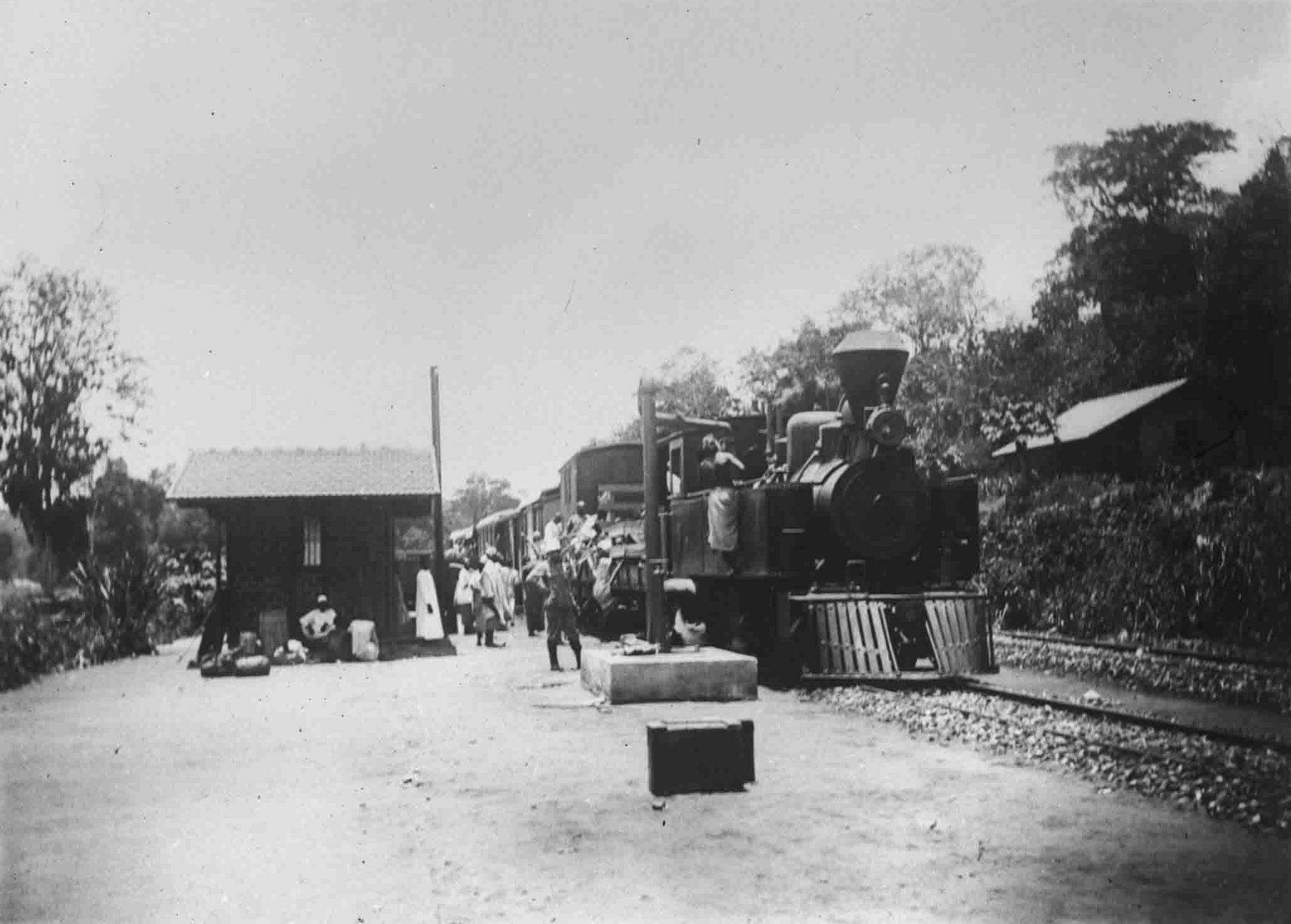
Linia Urambarbahn budowana przez Josepha Friedricha

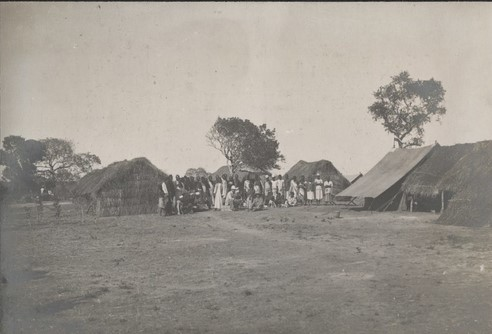
Obóz Josepha Friedricha w Afryce, lipiec 1903

Urodził się w Braniewie. Prawodpodobnie nauki pobierał w miejscowym Królewskim Gimnazjum (Königliches Gymnasium), w 1900 do zbiorów tejże szkoły podarował trzy zestawy map obszarów skolonizowanych przez Niemcy w Afryce.

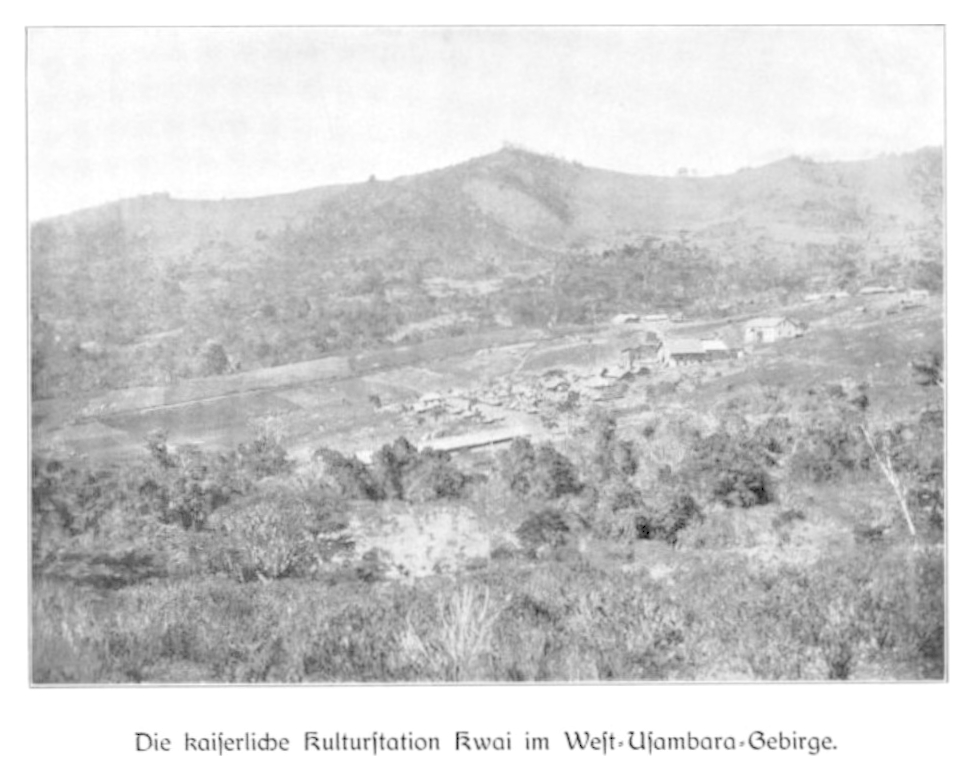
Kulturstation Kwai, 1904

Przez 17 lat, w latach 1890–1907, przebywał w Afryce, budując infrastrukturę niemieckich kolonii. Wkrótce otrzymał przydomek Bwana Jusuf (pan Józef), stając się jednym z najbardziej znanych i popularnych kolonizatorów, dzięki swoim umiejętnościom, pracowitości, jak też dobremu opanowaniu języków ludności tubylczej oraz przyswojeniu ich zwyczajów. Przez krótki okres pracował na rzecz spółki kolejowej w Afryce, przez następne lata jako urzędnik państwowy.
W 1890 przebywał w Witulandzie na wschodnim wybrzeżu Afryki (obszar dzisiejszej Kenii). Od 1891 był kierownikiem budowy północnej linii kolejowej (Usambarabahn). W 1896 był budowniczym osiedla Kwai w górach Usambara (dziś Tanzania). W 1903 wytyczał drogi w Kilwa Kisiwani. Oprócz szlaków komunikacyjnych budował mosty i miasta z elementami obronnymi (Festung Tabora).
31 lipca 1907 kończy służbę państwową, żeni się i osiedla się na emeryturze w swoim rodzinnym mieście – Braniewie.
Zmarł nagłą śmiercią w wieku 49 lat, w dniu 14 kwietnia 1910 w Berlinie i tam został 18 kwietnia pochowany.
Po jego śmierci wdowa, z pieniędzy otrzymanych z Tangii w Tanzanii ze sprzedanych gruntów, utworzyła fundację jego imienia Bwana-Jusuf-Stiftung w celu wspierania kolonizatorów w Afryce.
Joseph Friedrich stał się pierwowzorem postaci literackiej Bwana Musa w powieści Tropenkoller. Episode aus dem deutschen Kolonialleben Friedy von Bülow.